# Hualaihué
Hualaihué é uma comuna chilena, localizada na Província de Palena, Região de Los Lagos. A comuna foi fundada em 21 de setembro de 1979, designando-se como capital comunal é o centro urbano de Hornopirén.
Limita-se ao sul com Chaitén; a oeste através do Golfo Corcovado com as comunas de Calbuco e Quemchi; ao norte com Cochamó e Puerto Montt na Província de Llanquihue; a leste com a República da Argentina.
A principal via de acesso é a Ruta CH-7 também conhecida como Carretera Austral. 
Hualaihué integra junto às comunas de Quellón, Ancud, Quemchi, Dalcahue, Curaco de Vélez, Quinchao, Puqueldón, Chonchi, Queilén, Palena, Chaitén, Futaleufú e Castro o Distrito Eleitoral nº 58 e a 17ª Sircunscrição Senatorial (Los Lagos Sur).